# Lygodactylus arnoulti
Lygodactylus arnoulti (карликовий гекон Пастера) — вид геконоподібних ящірок родини геконових (Gekkonidae). Ендемік Мадагаскару. Вид названий на честь французького іхтіолога Жака Арно (1914-1995).

## Поширення і екологія
Карликові гекони Пастера мешкають в регіоні Центрального нагір'я на острові Мадагаскар, зокрема в регіонах Вакінанкаратра, Амурун'ї Маніа і От-Маціатра. Вони живуть у відкритих саванах та на сухих луках, на висоті від 1700 до 2100 м над рівнем моря. Самиці колективно відкладають яйця в гнізда, розташовані під пласким камінням.